# Serviço de Inteligência Especial

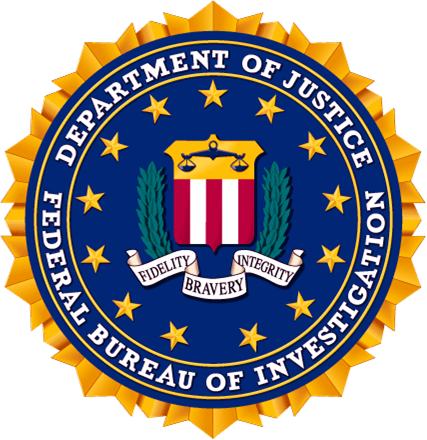
Selo do FBI

O Serviço de Inteligência Especial (em inglês: Special Intelligence Service (SIS)) foi uma divisão do FBI estabelecida durante o governo do presidente Franklin Delano Roosevelt para monitorar atividades do Eixo nas Américas Central e do Sul. (Na época a CIA ainda não havia sido criada e o FBI controlava os serviços de inteligência americanos).
Em 1934, começou a crescer o interesse do presidente sobre atividades de grupos nazistas dentro dos Estados Unidos, e ele ordenou que o FBI os investigasse. O objetivo desta operação era apurar se agentes estrangeiros estavam trabalhando dentro destes grupos nazistas norte-americanos.
Em 1940, o governo decidiu expandir o espaço a ser vigiado. Havia mais de 1,5 milhão de alemães expatriados vivendo na América do Sul, principalmente no Brasil e na Argentina. Em conseqüência, esta área tinha se transformado numa área ativa de espionagem, propaganda e sabotagem do Eixo. Em junho de 1940, o presidente Roosevelt requisitou a formação do Serviço de Inteligência Especial para monitorar estas atividades.
As matrizes desta organização foram situadas no 44º andar do International Building, no Rockefeller Center, em Nova York. A fachada para a organização era uma firma de advogados. Levou algum tempo para o serviço tornar-se inteiramente operacional, devido às diferenças linguísticas e culturais, mas dentro de um ano o SIS (não confundir com o SIS britânico) já tinha um número regular de agentes de campo, sob os mais variados disfarses.
Esta organização colocou mais de 340 agentes disfarçados em regiões da América Latina. Operaram por sete anos, e até 1946 um total de 887 espiões do Eixo  foram descobertos. Foram encontrados também 281 agentes da propaganda nazista, 222 contrabandistas enviando materiais bélicos importantes, e mais de 100 sabotadores e outros operativos. Descobriram também duas dúzias de estações de rádio que operando com muitos transmissores e receptores.
Depois da guerra o SIS foi dissolvido, depois de ter funcionado de 1940 a 1946. Depois de encerrado, sua região operacional foi incorporada à da recém-formada CIA.